# (2638) Gadolin
(2638) Gadolin (1939 SG) – planetoida z pasa głównego asteroid okrążająca Słońce w ciągu 4,08 lat w średniej odległości 2,55 j.a. Odkryta 19 września 1939 roku.